# Binh biến Đoạt môn
Binh biến Đoạt Môn (giản thể: 夺门之变; phồn thể: 奪門之變; Hán-Việt: Đoạt Môn chi biến) là cuộc chiến giành lại ngôi vua của Minh Anh Tông Chu Kỳ Trấn trong tay của em trai Minh Đại Tông Chu Kỳ Ngọc - đương kim hoàng đế nhà Minh lúc đó. Kết quả của sự biến này là Minh Anh Tông trở lại ngôi vua lần thứ 2 và Minh Đại Tông bị giáng xuống Thành vương và qua đời chỉ mấy ngày sau đó.

## Bối cảnh
Sau Sự biến Thổ Mộc bảo (土木堡之變), Minh Anh Tông bị Dã Tiên bắt làm tù binh. Được tin Anh Tông bị bắt, triều đình nhà Minh ở Bắc Kinh gấp gáp đối phó, lập em ông là Thành vương Chu Kỳ Ngọc lên làm vua mới, tức là Minh Đại Tông, lấy niên hiệu là Cảnh Thái và vọng tôn ông làm Thái Thượng hoàng. Tôn thái hậu và hoàng hậu thu gom rất nhiều vàng bạc châu báu lên xe để chuẩn bị xin đánh đổi lấy Anh Tông.
Nhưng chỉ 1 năm sau đó, cuộc tấn công Bắc Kinh của quân Ngõa Lạt, Dã Tiên nhận ra ý định dùng Anh Tông tiến vào trung nguyên để khôi phục nhà Nguyên sẽ không thành công, mặt khác hai nước còn gián đoạn hoạt động buôn bán, tổn hại kinh tế không nhỏ. Vì vậy Dã Tiên bắt đầu có ý định trả lại Anh Tông.
Mùa đông năm đó, Anh Tông bị đưa lên ngựa trở về sa mạc, bên cạnh có 3 viên thủ hạ của Dã Tiên: Viên Bân, Hồ Ly và Cáp Minh thường ngủ cùng ông. Lâu ngày, quan hệ giữa ông và họ trở nên khá thân thiết. Dã Tiên đối đãi với Anh Tông rất hậu: 2 ngày cho 1 còn cừu, 5 ngày cho một con dê, 7 ngày cho một con bò; còn sữa bò sữa cừu không thiếu. Dã Tiên còn muốn gả em gái cho Anh Tông, nhưng ông tìm cách từ chối.
Sau nhiều lần dùng Minh Anh Tông làm chiêu bài để lừa và ép triều đình nhà Minh các điều kiện về đất đai không thành, sang năm 1450, Dã Tiên sai người báo với triều đình nhà Minh ý định trả lại Anh Tông về Bắc Kinh. Nhà Minh xảy ra tranh luận gay gắt về vấn đề đón ông về. Vua em Cảnh Thái không muốn nhường lại ngôi vị nên lấy lý do Dã Tiên nhiều lần gian dối trong việc nghị hòa để phản đối. Sau khi bàn bạc với các đại thần, Cảnh Thái quyết định sẽ đón Anh Tông trở về ở ngôi thượng hoàng, vì ngôi vua của Cảnh Thái đã định.
Ngày 1 tháng 7 năm 1450, sứ bộ nhà Minh do Lý Thực đứng đầu lên đường đưa thư, nhưng nội dung chỉ nói tới nghị hòa không nói tới việc đón thượng hoàng Anh Tông. Ngày 11 tháng 7, Lý Thực tới chỗ Dã Tiên. Dã Tiên để Lý Thực gặp Anh Tông. Anh Tông thông qua thư từ của sứ bộ, biết vua em Cảnh Thái không muốn đón mình về, bèn nhờ Lý Thực báo với vua em, mình sẽ lui về trông coi lăng tẩm tổ tông hoặc làm dân thường, không trở lại ngôi báu nữa; mặt khác ông cảnh báo vua Cảnh Thái, nếu còn để ông làm tù binh, Dã Tiên còn tiếp tục quấy rối biên cương phía bắc.
Anh Tông quy trách nhiệm bại trận cho Vương Chấn và tỏ ý căm hận hoạn quan Ninh Hỉ phản bội. Vì vậy ông đề nghị Dã Tiên để Ninh Hỉ cùng trở về với sứ bộ nhà Minh thương nghị với triều đình Cảnh Thái. Theo mưu kế do Anh Tông dặn trong mật thư, tướng Cao Bân đi tới Tuyên Phủ hợp tác với quân Minh trong thành, bắt giữ Hỉ Ninh mang xé xác.
Trong khi Lý Thực chưa về tới Bắc Kinh, Khả hãn Thoát Thoát cũng không thích sự chuyên quyền của Dã Tiên, bèn sai sứ đến giảng hòa với vua Cảnh Thái. Cảnh Thái sai Dương Thiện đi đáp lễ nhưng vẫn không đả động việc đón Anh Tông trở về. Nhưng Dương Thiện nuôi ý định đón Anh Tông, bèn tự mình bỏ ra rất nhiều tiền riêng mang nhiều lễ vật cho Dã Tiên và cố thuyết phục Dã Tiên. Kết quả Dã Tiên quyết định trao trả Anh Tông về.
Ngày 2 tháng 8 năm 1450, Minh Anh Tông lên đường trở về Trung Quốc sau 1 năm làm tù binh. Dã Tiên mang quân theo đưa tiễn nửa ngày đường. Khi chia tay, Dã Tiên lấy một bộ quần áo chiến và 1 bộ cung tên tặng ông. Còn Bá Nhan Thiếp Mộc Nhi tiếp tục đưa tiễn ông 2 ngày đường.
Anh Tông trở về qua Thổ Mộc Bảo, cúng tế các tướng sĩ tử trận trước kia. Ngày rằm tháng 8, ông trở về tới Bắc Kinh. Khi qua An Định Môn, vua em Đại Tông cùng văn võ bá quan ra đón, rồi đưa ông về ở trong Nam cung.

## Minh Anh Tôngbị canh giữ
Minh Anh Tông bị Đại Tông khống chế ở Diên An cung, còn gọi là Nam Cung hay Tiểu Nam Thành, nhỏ bé hơn nhiều so với Tử Cấm Thành cũ mà ông từng ở khi còn ở ngôi. Ông bị Đại Tông cử người canh giữ nghiêm ngặt.
Ngày 11 tháng 11 là ngày sinh thứ 23 của ông, Minh Đại Tông đã từ chối kiến nghị của một số quan lại Bộ Lễ về việc cử hành long trọng mừng sinh nhật ông. Cuối năm đó, Thượng thư Bộ Lễ là Hồ Hoàng lại đề nghị tới Tết nguyên đán để mọi người tới chúc mừng Thái Thượng hoàng, nhưng Đại Tông cũng cự tuyệt. Sang những năm sau, năm nào Bộ Lễ cũng đề nghị cử hành lễ chúc mừng ông khi tới dịp nhưng không được Đại Tông chấp thuận.
Sang năm 1452, con Anh Tông là Thái tử Chu Kiến Thâm bị phế truất, thay vào đó là Chu Kiến Tế - con trai vua Đại Tông. Tuy nhiên năm sau, Chu Kiến Tế chết yểu. Ngự sử Chung Đồng dâng sớ đề nghị phục hồi ngôi Thái tử cho Chu Kiến Thâm, nhưng Đại Tông không nghe, giận dữ sai đánh đòn gậy khiến Chung Đồng bị chết.
Minh Anh Tông bị canh giữ chặt chẽ. Hoạn quan Nguyễn Lãng và Vương Dao từng nhận đồ dùng do ông tặng mang ra ngoài, liền bị Đại Tông bắt giam, kết quả cả hai cùng chết. Đến năm 1455, Đại Tông theo kiến nghị của hoạn quan Cao Bình, sai chặt hết cây cối của cung Diên An để đề phòng những người lén lút vượt tường cao qua lại với ông.
Tháng 12 năm 1456, Minh Đại Tông bị bệnh nặng. Tết nguyên đán 1457, Đại Tông không thể tự cử hành các lễ đầu năm, phải sai đại thần Thạch Hanh làm thay. Thạch Hanh đoán chắc Đại Tông sẽ không qua khỏi, liền bàn với Dương Thiện, Tào Cát Tường chuẩn bị đưa Anh Tông trở lại ngôi vị. Thạch Hanh sai người báo cho Anh Tông biết, rồi tâu lên Tôn thái hậu. Đêm 16 tháng 1 năm 1457, Anh Tông đáp lại với Thạch Hanh và Từ Hữu Trinh nhất trí với đề nghị của họ.

## Diễn biến
Minh Đại Tông dự định sáng ngày 17 tháng giêng sẽ lâm triều. Canh ba sáng 17 tháng giêng, Thạch Hanh cùng Hữu đô ngự sử La Thông dẫn quân tiến về thành Nam. Canh tư, hơn 1000 quân dưới quyền Từ Hữu Trinh tiến vào thành, đánh tan quân canh giữ Anh Tông, đưa ông lên xe.
Sáng hôm đó khi trăm quan vào triều đợi từ canh 5, nhưng khi lên điện thì thấy Anh Tông xuất hiện, tuyên bố trở lại Hoàng vị. Ngay hôm sau, ông hạ lệnh bắt những người thân tín với Đại Tông như Vu Khiêm, Vương Văn.
Ngày 21 tháng giêng, đổi niên hiệu Cảnh Thái thứ 8 thành Thiên Thuận. Năm đó ông 31 tuổi.

## Kết quả
Ngay sau khi trở lại ngôi vua, Minh Anh Tông phế truất Đại Tông đang bệnh nặng làm Thành vương như cũ, cho ra ở Tây cung, phế chức Hoàng thái hậu của Ngô thị là mẫu thân Thành vương. Vợ cả của Thành vương là Uông thị trước kia vì từng phản đối thay đổi thái tử mà bị Cảnh Thái đày vào lãnh cung, đến đây Anh Tông cho thả ra, lại phong là Vương phi như trước. Mấy ngày sau Thành vương Chu Kỳ Ngọc qua đời. Có ý kiến cho rằng Thành vương bị Anh Tông sai người sát hại.
Sau đó ông hạ lệnh khôi phục chức tước, danh dự cho hoạn quan Vương Chấn, lập con là Chu Kiến Thâm trở lại ngôi thái tử. Những người có công làm binh biến được phong thưởng lớn có tới 3000 người. Nhiều người thăng tiến thời Cảnh Thái đều bị giáng chức hàng loạt.
Từ Hữu Trinh và Thạch Hanh trở thành công thần, muốn trừ bỏ Vu Khiêm và Vương Văn, bèn quy cho Vu Khiêm và Vương Văn tội muốn lập Tương vương Chu Chiêm Thiện (chú của Anh Tông và Đại Tông) làm vua. Kết quả hai người bị Minh Anh Tông kết án tử hình. Mọi người trong thiên hạ đều nói Vu Khiêm có công đánh lui quân Ngõa Thích bị chết oan. Việc sát hại Vu Khiêm của Minh Anh Tông bị đánh giá là sai lầm lớn nhất của ông trong lần làm vua thứ 2.
Từ khi Vu Khiêm bị sát hại, việc quân sự bị bỏ bễ, Anh Tông lo buồn và hối hận vì việc này. Minh Anh Tông giao việc triều chính cho Từ Hữu Trinh. Những người tham gia binh biến sau khi được đắc sủng chỉ chú trọng làm việc riêng tư, cuối cùng nảy sinh những việc tranh chấp quyền lực giữa những người này.